# جهش بی‌معنی

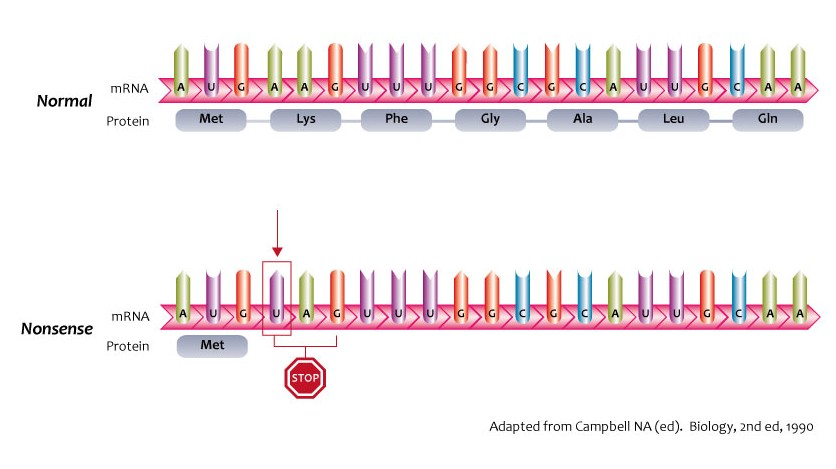
نگاره‌ای تفهیمی از جهش‌های بی معنی

جهش بی‌معنی (انگلیسی: Nonsense mutation) در علم ژنتیک، نوعی جهش نقطه‌ای در توالی دی‌ان‌ای (DNA) است که سبب می‌شود یک «کدون خاتمه زودرس» در رونویسی آران‌ای پیام‌رسان (mRNA) ایجاد شود. به این «کدون خاتمه زودرس»، «کدون بی‌معنی» هم می‌گویند و نتیجهٔ نهایی آن است که یک پروتئین ناقص، کوتاه‌شده و فاقد عملکرد به‌وجود می‌آید. جهش‌های بی‌معنی همیشه مضر نیستند. اثر عملکردی یک جهش بی‌معنی به جنبه‌های زیادی بستگی دارد، مانند محل کدون پایان در دی‌ان‌ای کدکننده. به عنوان مثال، اثر یک جهش بی‌معنی به نزدیکی جهش بی‌معنی به کدون پایان اصلی و میزان تأثیر زیردامنه‌های عملکردی پروتئین بستگی دارد. از آنجایی که جهش‌های بی‌معنی منجر به خاتمه زودرس زنجیره‌های پلی‌پپتیدی می‌شوند، به آنها جهش‌های خاتمه زنجیره نیز گفته می‌شود.
این جهش ژنی با «جهش بدمعنی» متفاوت است که طی آن، تعویض ۱ نوکلئوتید، سبب می‌گردد اسید آمینه‌ای کاملاً متفاوت ساخته شود. حدود ۱۰٪ از بیمارانی که با بیماری‌های ژنتیکی مواجه هستند، درگیر جهش‌های بی‌معنی هستند.
برخی اختلالات ژنتیکی همچون تالاسمی، فیبروز سیستیک، اختلالات متابولیک، سرطان، ناهنجاری‌های عصبی و دیستروفی ماهیچه‌ای دوشن در اثرِ جهش‌های بی‌معنی ایجاد می‌شوند.